# Білірубін

Структурна формула білірубіну

Білірубі́н (лат. bilis — жовч і лат. ruber — червоний) — головний з так званих жовчних пігментів. При визначенні в реакції Ван-ден-Берга виявляється пряма і непряма фракція білірубіну.
Хімічна формула — C33H36O6N4 
Молекулярна маса — 584,68.
Є нормальним метаболітом усіх живих організмів, які мають гемоглобін. У нормі постійно утворюється в організмі людини з гемоглобіну крові, в кількості в середньому 300 мг на добу або 0,5 ммоль/добу як непряма фракція. У нормі трансформується в гепатоцитах печінки в глюкуронід білірубіна (пряма фракція білірубіну) та виділяється з жовчю в кишку, де кишкова мікрофлора трансформує його у стеркобіліноген (при окисленні киснем повітря надає калу коричневого забарвлення) та виводиться з калом. Частина стеркобіліногену знову потрапляє в системний кровообіг та у вигляді уробіліногену виводиться із сечею, який під час виведення окислюється киснем і надає сечі солом'яно-жовтого забарвлення.
При підвищенні вмісту білірубіну в крові вище норми (гіпербілірубінемія) виникає жовтяниця. Жовтяниці бувають трьох видів: при захворюваннях, що перебігають з посиленим руйнуванням еритроцитів (надпечінкова жовтяниця), через порушення подальшого етапу утилізації білірубіну в клітинах печінки (печінкова або паренхіматозна жовтяниця) або через перешкоду до виділення білірубіну по жовчних шляхах у дванадцятипалу кишку (холестатична жовтяниця).

## Метаболізм
Тривалість життя еритроцитів становить близько 120 днів, після чого вони розпадаються в органах системи мононуклеарних фагоцитів (СМФ), зокрема у червоній пульпі селезінки. При розпаді гемоглобіну на проміжному етапі утворюється спочатку білівердин (зелений пігмент), а згодом білірубін — жовта субстанція. Щодня в людському організмі утворюється приблизно 300 мг білірубіну, зокрема 80 % зі старих еритроцитів. При цьому утворюється некон'югований білірубін (синонім: непрямий білірубін, непряма фракція білірубіну) добре розчиняється в жирах (ліпофільний), але дуже погано у воді (гідрофобний). Для транспортування кровоносним руслом його зв'язують транспортні альбуміни крові. Такий білірубін не здатний прямо реагувати з реактивом Ерліха і тому потребує попереднього розділення спиртом, а через це й називається непрямим. Якщо некон'югований білірубін не зв'язаний з білком, то дає пряму реакцію і може імітувати пряму білірубінемію лабораторно. 
Якщо цих білків, з якихсь причин, мало чи якщо йде дуже інтенсивне утворення непрямого білірубіну, який не встигає зв'язатися з білками крові, то такий (непрямий) білірубін здатний швидко проникати через мембрани клітин до різних тканин, а особливо в центральну нервову систему (ЦНС), завдяки своїм властивостям. Накопичуючись там, непрямий білірубін швидко порушує метаболічні процеси в клітинах тканини, спричинюючи цілий каскад уражень з розвиток тяжкої печінкової енцефалопатії.
У печінці непрямий білірубін за допомогою ферменту глюкуронілтрансферази зв'язується з глюкуроновою кислотою (кон'югується) і у такій водорозчинній формі називається вже прямим білірубіном, оскільки він не зв'язується  з альбуміном і прямо, тобто без допомоги розчинних засобів, розчиняється у водному середовищі. Такий білірубін виділяється з жовчю через систему жовчних капілярів та проток у кишку. Там він перетворюється у стеркобіліногену, а при окисненні на повітрі перетворюється в стеркобілін (лат. stercus — кал), який забарвлює кал в коричневий колір. Близько 70 % виділеного в кишку білірубіну зворотно всмоктується. Частина, що не всмокталася, більшістю зрештою виділяється з калом і тільки зовсім невелика частина елімінується у вигляді уробіліну чи уробіліногену за допомогою сечової системи. При порушеннях функцій печінки збільшується кількість виведення цих продуктів з сечею.

## Захворювання, які супроводжуються жовтяницею
Детальніші відомості з цієї теми ви можете знайти в статті Жовтяниця.
Норма білірубіну в сироватці крові не перевищує 21 мкмоль/л. Коли рівень сироваткового білірубіну підвищується вище 34 мкмоль/л  (гіпербілірубінемія), розвивається жовтяниця через відкладання білірубіну в шкірі та слизових оболонках. При перевищенні норми вдвічі жовтіють у першу чергу склери, м'яке піднебіння, пізніше вся шкіра. При яскраво вираженій гіпербілірубінемії через масивне відкладання в тканинах майже всі органи забарвлюються у жовтий колір.
Залежно від причин і видів підвищеного білірубіну можуть з'являтися й інші клінічні ознаки (наприклад свербіння).
Синдром Жильбера, синдром Ротора і синдром Дабіна-Джонсона є спадковими порушеннями обміну білірубіну.
У новонароджених підвищення рівня білірубіну є фізіологічним явищем через розпад фетального гемоглобіну, печінка ще не достатньо функціює і виділення не є достатнім (до 30 тижня вагітності активність ферменту глюкорунілтрансферази, який каталізує перетворення непрямого білірубіну в прямий, становить 0,1 % норми для дорослих, у доношеної дитини 1 %). Цією особливістю пояснюють жовтяницю новонароджених, яку спостерігають у 60 % здорових дітей. Унаслідок неповністю сформованого гематоенцефалічного бар'єра при значному перевищенні рівня білірубіну може розвинутися ядерна жовтяниця (відкладання в базальних гангліях головного мозку). Відкладений в шкірі білірубін можна перетворити за допомогою фототерапії у водорозчинну форму люмірубін і таким чином вивести з організму[джерело?].

## Визначення білірубіну
Вміст білірубіну в сироватці крові визначають за методом Ван ден Берга. Продуктом реакції діазореактиву Ерліха та білірубіну є азобілірубін, який при позитивній реакції проявляється інтенсивним рожевим фарбуванням. Оцінку дають колориметрично. Якщо розчин забарвлюється без попередньої обробки сироватки крові етиловим спиртом, то реакцію вважають прямою (виявляють таким чином прямий білірубін); поява ж забарвлення після обробки сироватки крові етиловим спиртом свідчить про непряму реакцію (виявляють непрямий білірубін).
Для визначення білірубіну в сечі використовують пробу Гаррісона — якісну реакцію, в основі якої лежить окислення білірубіну до білівердину при його взаємодії з реактивом Фуше (трихлороцтова кислота з хлорним залізом у певній пропорції). До сечі додають хлорид барію, фільтрують, і до осаду на фільтрі додають кілька крапель реактиву Фуше. Про присутність білірубіну свідчить поява синього або зеленого забарвлення.